# Жерихин, Николай Васильевич
Николай Васильевич Жерихин (род. 5 сентября 1923) — советский конструктор и учёный, кандидат технических наук, создатель космических систем.

## Биография
Родился 5 сентября 1923 года в Москве.
Участник Великой Отечественной войны: был сапёром, фронтовым радистом, работал в специальной группе дистанционного радиоподрыва мин. Войну окончил в 236-й дивизии 509-го стрелкового полка 108-го инженерного батальона после ранения 02.12.1944 года в городе Печ, Венгрия. После этого был демобилизован. Вернувшись в Москву, в 1945 году поступил в Московский энергетический институт на Радиотехнический факультет и окончил его в 1951 году. 
С 1950 года участвовал в работе Сектора специальных работ в качестве техника и инженера в группе Сектора на кафедре Инженерно-авиационной техники МЭИ (позже — ОКБ МЭИ). Участник разработки станции «Истра» в части передатчика-запросчика, принимал участие в пусках ракет Р2 в составе команд станций «Истра». Жерихин - один из основных разработчиков станции траекторных измерений «Бинокль», один из создателей комплекса траекторных измерений ракеты Р-7. Лично участвовал в работе станций «Бинокль» в ходе полётов ракет Р-7, в ходе полётов первых искусственных спутников Земли, а также космических кораблей «Восток» и «Восход».
При организации ОКБ МЭИ на базе Сектора специальных работ Николай Жерихин был назначен начальником отдела траекторных измерений и заместителем Главного конструктора по данному направлению, руководил работами по созданию средств траекторных измерений ракет ПВО и ПРО. В рамках этих работ были разработаны станции траекторных измерений «Кама» и «Висла», а также комплекс траекторных измерений «Кубань» для полигонов ПРО. Н.В. Жерихин был одним из инициаторов и руководителей разработки высокоточной шестипараметрической станции траекторных измерений «Веер», введенной в строй на том же полигоне. В конце своей научно-производственной деятельности Жерихин руководил разработкой бортового радиолокатора с синтезированной апертурой антенны «Полюс-В», обеспечившего на космических станциях «Венера-15» и «Венера-16» картографирование планеты Венера. Эта разработка была выполнена на высоком техническом уровне и сталаь выдающимся достижением науки и техники СССР. За участие в выполнении этой работы он был удостоен Ленинской премии СССР.
Вышел на заслуженный отдых в 2005 году, проживает в Москве.

## Награды
- Лауреат  Ленинской премии.
- Награжден военными орденами Отечественной войны и Красной звезды, рядом медалей. Его работа в ОКБ МЭИ была отмечена орденом Трудового Красного Знамени, двумя орденами «Знак Почета», званием «Почетный радист СССР» и «Заслуженный конструктор Российской Федерации».
- Федерация космонавтики РФ наградила его медалями имени Королева и имени Гагарина, званиями «Ветеран космонавтики России», «Заслуженный создатель космической техники» и «Заслуженный испытатель космической техники».